# Summerfest
O Summerfest é um festival de música realizado anualmente em Milwaukee, no estado de Wisconsin. Organizado pela primeira vez em 1968, o Summerfest acontece no Henry Maier Festival Park, próximo ao Lago Michigan e ao distrito comercial de Milwaukee. O evento, que atrai cerca de 800.000 pessoas todos os anos, recebeu o título de “Maior Festival de Música do Mundo” do Guinness World Records em 1999. Embora tenha um dos maiores públicos agregados do mundo, o público diário do Summerfest é menor do que o de outros festivais de música americanos. Em 2022, a frequência diária foi de 49.500 pessoas.
As apresentações aconteciam durante 11 dias, do final de junho até o início de julho. Em 2021, foi anunciado que o festival passaria a ter uma programação de três finais de semana para permitir mais dias de eventos nas sextas e sábados. As performances incluem músicos locais e nacionais de vários gêneros, que se apresentam do meio-dia à meia-noite. Desde 2004, US$ 160 milhões foram investidos no Henry Maier Festival Park, incluindo palcos permanentes, bares, espaço de produção, comodidades VIP e infraestrutura.
O Summerfest apresenta uma grande variedade de comidas provenientes de diversos restaurantes de Milwaukee. Outras atrações incluem vendedores, fogos de artifício e atividades familiares. O festival é operado pela Milwaukee World Festival, Inc., uma organização sem fins lucrativos administrada por uma diretoria voluntária.
Ao longo de 50 anos, o Summerfest recebeu diversos artistas conhecidos, como Paul McCartney, Rolling Stones, Tina Turner, Metallica, Whitney Houston, Stevie Wonder, Kenny Chesney, Aerosmith, Bruno Mars, Arctic Monkeys, Lady Gaga, Usher e Dave Matthews Band. Em 2023, Sarah Pancheri assumiu a presidência do festival.

## História
O Summerfest foi criado na década de 1960 pelo então prefeito de Milwaukee, Henry Maier, que se inspirou no Oktoberfest, realizado em Munique, na Alemanha. Em 1962, ele formou um grupo de líderes empresariais e cívicos para estudar a viabilidade de um festival de verão em larga escala. Eles elaboraram um evento de 10 dias que contaria com diversos espetáculos sob o nome de "Milwaukee World Festival", que foi alterado em 1966 para "Juli Spaß" e depois para "Summerfest".
O primeiro festival foi realizado em julho de 1968 em 35 locais diferentes da cidade (incluindo o Milwaukee County Stadium e a Milwaukee Arena). Os eventos incluíram concertos, um festival de cinema, um show aéreo e um concurso. Produzido por Dee Robb e Con Merten, a primeira edição foi considerada um sucesso; a segunda, em 1969, não obteve o mesmo êxito, pois foi afetada por locais extras, clima desfavorável e dívidas financeiras.
Em 1970, o Summerfest foi transferido para uma antiga base de mísseis Nike, onde permanece até hoje. No mesmo ano, o festival lançou seu logotipo vermelho de “rosto sorridente”, uma insígnia que se tornou sinônimo do evento e foi projetado pelos artistas gráficos locais Noel Spangler e Richard D. Grant. Na mesma década, Henry Jordan, ex-jogador do Green Bay Packers, assumiu a direção executiva do Summerfest, cargo que ocupou até sua morte em 1977. Em 1984, Elizabeth Black, que era secretária de Henry Jordan, tornou-se diretora executiva.
Em 2017, o festival comemorou seu 50º aniversário. Em 2015, o Milwaukee World Festival, Inc e a ReverbNation anunciaram um acordo de três anos para utilização do serviço on-line com o objetivo de proporcionar aos novos músicos a chance de se apresentarem no festival. Em 2020, a pandemia de COVID-19 motivou a eliminação da parte dos shows e a transferência de outras performances para a internet.

### Participação
O público do Summerfest atingiu seu ápice em 2001 com 1.000.563 participantes. Em 2020, o evento foi cancelado devido à pandemia de COVID-19. Em 2021, o evento teve apenas 9 dias, em vez de 11, e ocorreu em setembro.

## Palcos e outros espaços
A área do Summerfest inclui sete palcos permanentes e dois pavilhões que podem ser convertidos em palcos.
| Palco                                  | Capacidade | Foto | Observações |
| -------------------------------------- | ---------- | ---- | --- |
| American Family Insurance Amphitheater | 23.000     |      | Anteriormente conhecido como Marcus Amphitheater, foi construído após um show superlotado em 1984. Foi concluído em 1987 com a contribuição da Marcus Corporation. Em 2019, o teto foi elevado de 12 metros para 20 metros. O prédio dos bastidores também foi reconstruído, oferecendo novas comodidades para os artistas. As reformas posteriores incluíram uma nova configuração de assentos e um palco elevado para permitir melhores linhas de visão, acessibilidade aprimorada, saguões expandidos, novas telas de vídeo, novas áreas de hospitalidade VIP e banheiros adicionais. |
| BMO Harris Pavilion                    | 10.000     |      | Projetado e construído em 2012, o local possui um telhado em formato de onda que cobre aproximadamente 4 700 metros quadrados. A área coberta possui 5.000 assentos permanentes e arquibancadas com encostos. A parte externa comporta 5.000 pessoas em pé. |
| Miller Lite Oasis                      | 11.400     |      | Concluído em 2006, foi renovado em 2017 para a edição do Summerfest daquele ano. Possui um bar, um deck VIP e acessibilidade para pessoas com deficiência próxima ao palco. |
| Generac Power Stage                    | 11.000     |      | Previamente conhecido como Harley-Davidson Roadhouse, foi reformado em 2008. Em 2021, foi reformado novamente e renomeado como Generac Power Stage. |
| Briggs and Stratton Big Backyard       | 8.600      |      | Inaugurado em 2011, a capacidade do espaço varia entre 6.000 e 8.000 pessoas. |
| U.S. Cellular Connection Stage         | 5.700      |      | Renovado em 2018, o espaço oferece uma vista pro Lago Michigan, um telão com mais de 7 metros de altura (o maior do evento), bancos com espaço para recarga de bateria, área de bar e acesso à passarela para os fãs. A iHeartMedia, incluindo a FM 106.1, é a empresa patrocinadora do palco. |
| Uline Warehouse                        | 7.300      |      | Localizado na extremidade norte do parque, o palco foi reconstruído em 2019. As apresentações incluem artistas de vários gêneros, como rock clássico, country, hard rock, blues e jam. |
| JoJo's Martini Lounge                  |            |      | Localizado próximo ao American Family Insurance Amphitheater, o local oferece martinis exclusivos e entretenimento local. |
| Klement's Sausage and Beer Garden      |            |      | Localizado na extremidade norte do parque, o local apresenta música acústica, com destaque para artistas locais. Projetado como uma área de piquenique, possui um espaço de lounge com assentos, mesas e churrasqueiras. |
| Gruber Law Offices Sportszone          |            |      | Localizado próximo ao Mid Gate, é o espaço ideal para fãs de esportes. Oferece programação interativa, incluindo demonstrações de equipes profissionais, jogos infantis e atividades de saúde e condicionamento físico. |
| South Pavilion                         | 2.700      |      | Não possui palco permanente. |
| Outros                                 |            |      | Outros espaços incluem o Tiki Hut, Ground Floor Stage, Second Floor State e Rebel Stage. |

## Apresentações artísticas
O Summerfest é conhecido pelas atrações musicais desde a primeira edição em 1968, quando Ronnie Dove, New Colony Six, The Robbs e Up With People se apresentaram. Desde então, artistas como Bob Dylan, The Jackson 5, Frank Sinatra, Prince, Whitney Houston, Janet Jackson, Jonas Brothers, Fleetwood Mac, Maroon 5, Fun, Britney Spears, Stevie Ray Vaughan, Cher, Tina Turner, James Taylor, Christina Aguilera, Diana Ross, Roy Orbison, Liza Minnelli, Kanye West, Kid Cudi, Stevie Wonder, Mary J. Blige, Wiz Khalifa, Imagine Dragons, Nine Inch Nails,Ramones, Billie Eilish, Willie Nelson, The Rolling Stones e Paul McCartney se apresentaram. Artistas nativos de Wisconsin como BoDeans, The Gufs, Danny Gokey e Violent Femmes também já estiveram no festival.
Em 1970, uma apresentação do Sly & the Family Stone, que chegou atrasado, quase resultou em um tumulto. Em 1973, a apresentação de Humble Pie & Jo Jo Gunne resultou em um tumulto, uma fogueira e cerca de 300 prisões. Em consequência do último show, os organizadores evitaram bandas de rock por vários anos e estabeleceram diretrizes para apresentações “familiares” e a proibição de bebidas alcoólicas trazidas pelos clientes. A situação foi minimizada quando Henry Jordan contratou Joel Gast e Lou Volpano para organizar o evento, e demitiu a Jules Belkin Promotions. Na época, Volpano também foi contratado para aprimorar a produção e contratar artistas internacionais.
Os shows de comédia também integram o Summerfest. Em 1969, Bob Hope foi a principal atração do festival, fazendo dois shows no Milwaukee County Stadium. Em 1972, George Carlin apresentou seu número “Seven Words You Can Never Say on Television” ("Sete palavras que você nunca pode dizer na televisão") e foi preso por violar as leis de obscenidade. Desde 1975, comediantes como David Brenner, Henny Youngman, Jay Leno, Jon Stewart e Sandra Bernhard se apresentaram no evento. Lewis Black também se tornou um artista frequente no Summerfest.

### Programações recentes
| Ano  | Artistas | Observações                                                                                      |
| ---- | --- | ------------------------------------------------------------------------------------------------ |
| 2015 | Linkin Park, Keith Urban, Ed Sheeran, Florida Georgia Line, Zac Brown Band, Kings of Leon, Kendrick Lamar, The Rolling Stones, Stevie Wonder, Neil Young, Carrie Underwood e The Avett Brothers. | Os Rolling Stones fizeram seu primeiro show em Milwaukee em 10 anos como parte da Zip Code Tour. |
| 2016 | Selena Gomez, Pitbull, Blake Shelton, Chris Stapleton, Tim McGraw, Blink-182, Def Leppard, REO Speedwagon, Luke Bryan, Paul McCartney, Weezer, Panic! at the Disco, Sting e Peter Gabriel. |                                                                                                  |
| 2017 | Red Hot Chili Peppers, Luke Bryan, Brothers Osborne, Paul Simon, Zac Brown Band, P!nk, The Chainsmokers, Tom Petty & The Heartbreakers, Chris Stapleton, Dierks Bentley, Jon Pardi, Cole Swindell, Future, Big Sean, Migos, Willie Nelson, Bob Dylan, Sheryl Crow, Margo Price, Promise of the Real, Steve Miller Band, A Day to Remember, Atmosphere, Walk the Moon, Shinedown, Andy Grammer, Third Eye Blind, The Band Perry, Philip Phillips, Collective Soul, Blues Traveler, Spin Doctors, Tonic, Soul Asylum, Los Lonely Boys, Peter Frampton, Huey Lewis & the News, Toto, REO Speedwagon e John Waite. |                                                                                                  |
| 2018 | James Taylor e Bonnie Raitt, Halsey e Logic, Arcade Fire, Florida Georgia Line, Dave Matthews Band, Blake Shelton, J. Cole, Journey e Def Leppard, The Weeknd e Imagine Dragons, A Flock Of Seagulls, Shawn Mendes com Charli XCX, Marshmello, Lil Uzi Vert, Steven Tyler, Kesha, Jason Isbell e 400 unit, Aless, The Flaming Lips, Pixies, Greta Van Fleet, Foster the People, Billie Currington, Janelle Monáe, Jethro Tull, Tory Lanez, Kip Moore, Kaleo, The Neighbourhood, Rachel Platten, Louis the Child, PHANTOGRAM, Cheap Trick, Grizzly Bear, Spoon, Borns, Yonder Mountain String Band, The Fray, Buddy Guy, Kane Brown, Slightly Stoopid, Maze com Frankie Beverly, Cheat Codes, Chromeo, O. A.R., Jon Batiste com The Dap-Kings, GoldLink, Machine Gun Kelly, Timeflies, Nelly, Brett Young, Benjamin Booker, Capital Cities, Judah & The Lion, Victor Manuelle, George Thorogood & The Destroyers, Social Distortion, Gavin DeGraw, Echosmith, Rick Springfield e outros. |                                                                                                  |
| 2019 | Thomas Rhett com Dustin Lynch e Russell Dickerson, Willie Nelson e família, Phil Lesh e amigos, The Avett Brothers, Counting Crows, Alison Krauss, Dawes, Trapper Schoepp, Jason Aldean com Kane Brown e Carly Pearce, Bon Iver com Lord Huron e Julien Baker, Zac Brown Band com Drake White, Lionel Richie com Michael McDonald, Jennifer Lopez, The Killers com Death Cab for Cutie, Lil Wayne, Billie Eilish, Snoop Dogg, ScHoolboy Q, Chicago, Foreigner, Loverboy, Styx, 38 Special, Jason Mraz, Walk the Moon, Third Eye Blind, Jimmy Eat World, 3 Doors Down, X Ambassadors, Switchfoot, Skillet e Collective Soul, Brandi Carlile, Cole Swindell, The Head and the Heart, The Lonely Island, A Boogie Wit Da Hoodie, Lizzo, The National, Steve Aoki, Brothers Osborne, Young The Giant, Sublime with Rome, Courtney Barnett, Quinn XCII, Atmosphere, T-Pain, Vic Mensa, Taking Back Sunday, Rodrigo y Gabriela, Dashboard Confessional, Judah & the Lion, Catfish and the Bottlemen, Chaka Khan, Frenship, Chris Janson, Elle King, Gryffin, Dispatch, Chase Rice, August Burns Red, St. Paul and the Broken Bones, Hanson, LANCO, Daya, Chelsea Cutler, lovelytheband, Chris Robinson Brotherhood, Semisonic, COIN, La Sonora Poncena, The Roots, Matoma, Neon Trees, Bone Thugs-n-Harmony, Lake Street Dive, Ludacris, Los Lonely Boys, Jimmy Allen e outros. |                                                                                                  |
| 2021 | Luke Bryan com Dylan Scott, REO Speedwagon, T-Pain, Chance the Rapper com 24kGoldn e Teezo Touchdown, Leon Bridges, Berlin, Night Ranger, Falling in Reverse, Better Than Ezra, Twenty One Pilots, Styx, Shaggy, Rise Against, Flo Rida, Vince Neil, Chris Stapleton com Sheryl Crow, Joan Jett, DJ Jazzy Jeff, Everclear, George Thorogood, Zac Brown Band com Gabby Barrett, Goo Goo Dolls, Jefferson Starship, O. A.R., G-Eazy, The Sugarhill Gang, Nelly, Jesse McCartney, Dave Chappelle, Kesha, Manchester Orchestra, Toad the Wet Sprocket, 311, ZZ Top, Living Colour, Megan Thee Stallion com Polo G, Dropkick Murphys, Fitz and the Tantrums, Diplo, Spin Doctors, Ludacris, Miley Cyrus com Wiz Khalifa, Charlie Wilson, The Psychedelic Furs, Run the Jewels, Guns N' Roses com Mammoth WVH, Black Pumas, The Flaming Lips, Sheila E. e outros. |                                                                                                  |
| 2022 | Jason Aldean com Gabby Barrett e John Morgan, Big Boi, Pop Evil, Steve Aoki, Barenaked Ladies, Modest Mouse, Steve Miller Band, Violent Femmes, Dillon Francis, Lita Ford, Lil Wayne com Wiz Khalifa e Wu-Tang Clan, Disturbed com Lamb of God, Chevelle e New Medicine, The Fixx, Todd Rundgren, Machine Gun Kelly com Avril Lavigne e Iann Dior, Stone Temple Pilots, Alessia Cara, Howard Jones, Modern English, 2 Chainz, Blue Öyster Cult, Halsey com The Marías e Abby Roberts, Third Eye Blind, KC and the Sunshine Band, Village People, Taking Back Sunday, Lupe Fiasco, Commodores, Rod Stewart com Cheap Trick, John Fogerty, Boyz II Men, Backstreet Boys, Charli XCX, The Black Crowes, A Flock of Seagulls, Thomas Rhett, Sister Hazel, Rick Springfield, For King & Country, Dante Bowe. |                                                                                                  |
| 2023 | Eric Church com Elle King, Zac Brown Band, James Taylor com Sheryl Crow, Dave Matthews Band, Odesza, A Boogie Wit da Hoodie com Trippie Redd e City Girls, Zach Bryan, Imagine Dragons com AJR. |                                                                                                  |
| 2024 | Kane Brown com Kameron Marlowe e Nightly, Mötley Crüe com Buckcherry e Seether, Tyler Childers com S.G. Goodman e Adeem the Artist, Keith Urban com Needtobreathe e Alana Springsteen, AJR com Carly Rae Jepsen e Mxmtoon, Maroon 5, Lil Uzi Vert com Lil Yachty, JID, Rico Nasty e Lihtz. |                                                                                                  |

### Principais atrações de abertura
| Ano  | Artistas                                             | Observações                              |
| ---- | ---------------------------------------------------- | ---------------------------------------- |
| 1968 | George Jessel                                        |                                          |
| 1969 | Dolly Parton                                         |                                          |
| 1970 | Sly and the Family Stone                             |                                          |
| 1971 | Mountain                                             |                                          |
| 1972 | The Doors                                            | Sem Jim Morrison, que morreu em 1971.    |
| 1973 | Steve Miller Band                                    |                                          |
| 1974 | Johnny Cash                                          |                                          |
| 1975 | The Beach Boys                                       |                                          |
| 1976 | The Band                                             |                                          |
| 1977 | Willie Nelson                                        |                                          |
| 1978 | Grateful Dead                                        | O show foi cancelado por conta da chuva. |
| 1979 | Charles Aznavour e Jane Olivor                       |                                          |
| 1980 | Kenny Loggins e Jim Messina                          |                                          |
| 1981 | George Thorogood and the Destroyers                  |                                          |
| 1982 | Santana                                              |                                          |
| 1983 | Eric Clapton                                         |                                          |
| 1984 | Huey Lewis and the News                              |                                          |
| 1985 | Bryan Adams                                          |                                          |
| 1986 | The Go-Go's e INXS                                   |                                          |
| 1987 | Paul Simon                                           |                                          |
| 1988 | Sting                                                |                                          |
| 1989 | Rod Stewart                                          |                                          |
| 1990 | Cher                                                 |                                          |
| 1991 | Whitney Houston                                      |                                          |
| 1992 | Metallica                                            |                                          |
| 1993 | Bon Jovi                                             |                                          |
| 1994 | Janet Jackson                                        |                                          |
| 1995 | Pearl Jam                                            |                                          |
| 1996 | Alanis Morissette                                    |                                          |
| 1997 | Dave Matthews Band                                   |                                          |
| 1998 | Shania Twain                                         |                                          |
| 1999 | Paul Simon e Bob Dylan                               |                                          |
| 2000 | Britney Spears                                       |                                          |
| 2001 | Destiny's Child                                      |                                          |
| 2002 | Nine Inch Nails                                      |                                          |
| 2003 | Kenny Chesney e Keith Urban                          |                                          |
| 2004 | Prince                                               |                                          |
| 2005 | Tom Petty and the Heartbreakers com The Black Crowes |                                          |
| 2006 | Alan Jackson e Carrie Underwood                      |                                          |
| 2007 | Steely Dan                                           |                                          |
| 2008 | Stevie Wonder                                        |                                          |
| 2009 | Bon Jovi e Lynyrd Skynyrd                            |                                          |
| 2010 | Tim McGraw                                           |                                          |
| 2011 | Peter Gabriel                                        |                                          |
| 2012 | Rascal Flatts e Lady Antebellum                      |                                          |
| 2013 | The Avett Brothers e Violent Femmes                  |                                          |
| 2014 | Bruno Mars e Lady Gaga                               |                                          |
| 2015 | Florida Georgia Line e The Rolling Stones            |                                          |
| 2016 | Selena Gomez                                         |                                          |
| 2017 | Red Hot Chili Peppers                                |                                          |
| 2018 | Imagine Dragons                                      |                                          |
| 2019 | Jennifer Lopez                                       |                                          |
| 2021 | Fall Out Boy, Green Day, e Weezer                    |                                          |
| 2022 | Jason Aldean                                         |                                          |
| 2023 | Eric Church com Elle King                            |                                          |